# Champion of Champions (Darts)
| Champion of Champions | Champion of Champions         |
| --------------------- | ----------------------------- |
| Sportart              | Darts                         |
| Organisator           | World Seniors Darts           |
| Turnierart            | Einladungsturnier             |
| Austragungsort        | MODUS Live Lounge, Portsmouth |
| Austragungszeitraum   | Juni                          |
| Letzter Sieger        | Ross Montgomery               |
| Erste Austragung      | 2023                          |
| Letzte Austragung     | 2025                          |

Das Champion of Champions war ein Majorturnier der World Seniors Darts (WSD), welches von 2023 bis 2025 vom Sport-Management Modus Darts und der Organisation Snooker Legends ausgetragen wurde. Austragungsort war zuletzt die MODUS Live Lounge in Portsmouth.
Nachdem die Ticketverkäufe für zwei verbliebene WSD-Turniere im August gestoppt wurden, ist von einer erneuten Austragung nicht auszugehen.

## Geschichte
Dass neben den bisherigen drei Majorturnieren der WSD ein weiteres Turnier für das Jahr 2023 geplant sei, wurde bereits im Juli 2022 bekannt. Die erstmalige Austragung des Champion of Champions wurde am 7. Oktober 2022 offiziell verkündet.
Nachdem die ersten zwei Ausgaben an zwei Tagen im Viva in Blackpool ausgetragen wurden, wird das Turnier seit 2025 nur noch an einem Tag in der MODUS Live Lounge in Portsmouth ausgetragen.
Im August 2025 wurden die Ticketverkäufe für das World Seniors Darts Matchplay 2025 und die World Seniors Darts Championship 2026 gestoppt und eine Rückerstattung der bereits gekauften Tickets gestartet. Seitens ehemaliger Spieler wurde daraufhin das Ende der ausrichtenden Organisation bekanntgegeben. Ein offizielle Statement gab es nicht.

## Format und Qualifikation
Zuletzt 2025 nahmen insgesamt zwölf Spieler an dem Turnier teil. Zehn davon wurden anhand ihrer Leistungen im Dartsport vom Veranstalter eingeladen. Zwei weitere Plätze wurden über einen Qualifier vergeben.
Das Turnier wurde im K.-o.-System und im Modus 501 double-out gespielt.

## Preisgeld
Das Preisgeld verteilte sich in den Jahren 2023 und 2024 wie folgt:
| Position (Anzahl der Spieler) | Position (Anzahl der Spieler) | Preisgeld |
| ----------------------------- | ----------------------------- | --------- |
| Gewinner                      | (1)                           | £ 10.000  |
| Finalist                      | (1)                           | £ 5.000   |
| Halbfinalisten                | (2)                           | £ 2.500   |
| Viertelfinalisten             | (4)                           | £ 1.000   |
| Gesamt                        | Gesamt                        | £ 24.000  |

Für das Jahr 2025 wurden von der WSD keine Angaben gemacht.

## Finalergebnisse
| Jahr | Austragungsort                | Sieger          | Ergebnis | Finalist      | Preisgeld     | Preisgeld     |
| Jahr | Austragungsort                | Sieger          | Ergebnis | Finalist      | Gesamt        | Sieger        |
| ---- | ----------------------------- | --------------- | -------- | ------------- | ------------- | ------------- |
| 2023 | Viva, Blackpool               | Leonard Gates   | 13 : 10  | Richie Howson | £ 24.000      | £ 10.000      |
| 2024 | Viva, Blackpool               | Richie Howson   | 13 : 10  | Andy Hamilton | £ 24.000      | £ 10.000      |
| 2025 | MODUS Live Lounge, Portsmouth | Ross Montgomery | 8 : 5    | Richie Howson | nicht bekannt | nicht bekannt |